# Frank et Ollie
Pour plus de détails, voir Fiche technique et Distribution.
Frank et Ollie (Frank and Ollie) est un documentaire américain de Theodore Thomas sorti en 1995.

## Synopsis
Bien avant la révolution technologique de l'animation assistée par ordinateur et ses possibilités infinies, la magie de l'animation s'écoulait du crayon de deux des meilleurs animateurs que la Walt Disney Company n'aie jamais connu : Frank Thomas et Ollie Johnston. Talentueux dessinateurs de Bambi, Pinocchio, La Belle et le Clochard ou Le Livre de la jungle, ils sont devenus des modèles pour toute une génération de nouveaux animateurs, et notamment ceux de succès récents comme Le Roi lion.
Leur génie créatif a rendu à tout jamais le nom de Disney synonyme d'excellence dans l'animation et ses attributs que sont la belle musique et les scénarios intemporels. Ils livrent ici leurs secrets, pensées, inspirations et réflexions sur la genèse de films d'animation parmi les plus beaux de l'histoire du cinéma.

## Fiche technique
Sauf mention contraire, cette fiche technique est établie à partir d'IMDb
- Titre original : Frank and Ollie
- Titre français : Frank et Ollie
- Réalisation : Theodore Thomas
- Scénario : Theodore Thomas
- Photographie : Erik Daarstad
- Montage : Kathryn Camp
- Musique : John Reynolds
- Effets spéciaux : Margaret Johnson, Randy E. Moore
- Production : Kuniko Okubo, Theodore Thomas
- Société de production : Walt Disney Pictures, Theodore Thomas Productions
- Société de distribution : Buena Vista Distribution Company
- Pays de production :  États-Unis
- Langue originale : anglais
- Format : Couleur (Technicolor) - 35 mm - 1,85:1 - Filmé en Panaflex - Son : Dolby
- Genre : Documentaire
- Durée : 89 minutes
- Date de sortie : 
  - États-Unis : 20 octobre 1995

## Distribution
- Frank Thomas : lui-même
- Ollie Johnston : lui-même
- Sylvia Roemer : elle-même
- John Canemaker : lui-même
- John Culhane : lui-même
- Marie E. Johnston : elle-même
- Jeanette A. Thomas : elle-même
- Glen Keane : elle-même
- Andy Gaskill : lui-même
- Kathryn Beaumont : elle-même
- Walt Disney : lui-même
- Adolf Hitler : lui-même